# Рівердейл (сезон 1)
Перший сезон американського телесеріалу «Рівердейл», який включає 13 епізодів. Прем'єра першої серії відбулась 26 січня 2017, останню серію показували 11 травня 2017. Телесеріал трансльований каналом The CW.

## В ролях

### В головних ролях
- Кей Джей Апа у ролі Арчібальда "Арчі" Ендрюса.
- Лілі Рейнхарт у ролі Елізабет "Бетті" Купер.
- Каміла Мендес у ролі Вероніки Лодж.
- Коул Спроус у ролі Форсайта Пендлтона "Джагхеда" Джонса III.
- Марісоль Ніколс у ролі Герміони Лодж.
- Меделін Петш у ролі Шеріл Блоссом.
- Ешлі Мюррей у ролі Джозефіни "Джозі" МакКой.
- Медхен Емік у ролі Еліс Купер.
- Люк Перрі у ролі Фредеріка "Фреда" Ендрюса.

### В другорядних ролях
- Кейсі Котт у ролі Кевіна Келлера.
- Скіт Ульріх у ролі Форсайта Пендлтона Джонса II.
- Martin Cummins у ролі Тома Келлера.
- Robin Givens у ролі Сієрри МакКой.
- Nathalie Boltt у ролі Пенелопі Блоссом.
- Lochlyn Munro у ролі Хола Купера.
- Colin Lawrence у ролі Флойда Клейтона.
- Peter James Bryant у ролі містера Везербі.
- Sarah Habel у ролі Жеральдін Гранді.
- Росс Батлер у ролі Реджинальда "Реджі" Мантала.
- Jordan Calloway у ролі Чака Клейтона.
- Rob Raco у ролі Хуакіна ДеСантос.
- Asha Bromfield у ролі Мелоді Валентайн.
- Cody Kearsley у ролі Мермедюка "Муса" Мейсона.
- Hayley Law у ролі Валері Браун.
- Shannon Purser у ролі Етель Маггс.
- Trevor Stines у ролі Джейсона Блоссома.
- Olivia Ryan Stern у ролі Тіни Патель.
- Caitlin Mitchell-Markovitch у ролі Джинджер Лопес.
- Major Curda у ролі Ділтона Дойлі.
- Daniel Yang у ролі Ділтона Дойлі (пілотна серія).
- Tiera Skovbye у ролі Поллі Купер.
- Barclay Hope у ролі Кліффорда Блоссома.
- Barbara Wallace у ролі Роузенн "Роуз" Блоссом.
- Alvin Sanders у ролі Поп Тейта.
- Tom McBeath у ролі Смізерса.
- Adain Bradley у ролі Трева Брауна.
- Моллі Рінгуолд у ролі Мері Ендрюс.
- Scott McNeil у ролі Тол Бойя.

## Епізоди
| № серії (загалом) | № серії (в сезоні) | Назва серії                                                                                       | Режисер(и)            | Сценарист(и)                          | Оригінальна дата показу | Код серії | Глядачів US (млн) |
| --- | ------------------ | ------------------------------------------------------------------------------------------------- | --------------------- | ------------------------------------- | ----------------------- | --------- | ----------------- |
| 1 | 1                  | «Глава один: Край річки» «Chapter One: The River's Edge»                                          | Lee Toland Krieger    | Roberto Aguirre-Sacasa                | 26 січня 2017           | T15.10136 | 1.38              |
| Під час насиченого подіями літа, що включали в себе трагічну смерть захисника шкільної футбольної команди Джейсона Блоссома, що сталася четвертого липня, Арчі Ендрюс виявляє в собі пристрасть до музики. Незабаром він починає свій другий рік навчання у вищій школи і розповідає про свою любов до музики Бетті Купер, милої дівчини-сусідки, у якої є своя таємниця — почуття до Арчі. Тим часом, Вероніка Лодж, дочка Герміони та Гірама Лодж, якого обвинувачено в розкраданні і шахрайстві, прибуває в місто і миттєво оволодіває увагою Арчі. Незважаючи на розвиток любовного трикутника, Бетті і Вероніка швидко стають друзями, коли Вероніка виступає проти несперечливої капітана команди чирлідингу, Шеріл Блоссом, яка може приховувати таємницю смерті свого брата. Колишній найкращий друг Арчі, Джагхед Джонс, починає писати роман про події літа, в тому числі і про те, що сталося між ним і Арчі. Кевін Келлер і Мус Мейсон виявляють тіло Джейсона із кульовим пораненням голови на березі озера. |                    |                                                                                                   |                       |                                       |                         |           |                   |
| 2 | 2                  | «Глава два: Дотик зла» «Chapter Two: A Touch of Evil»                                             | Lee Toland Krieger    | Roberto Aguirre-Sacasa                | 2 лютого 2017           | T13.20302 | 1.15              |
| Поцілунок Вероніки з Арчі напружує його стосунки з обома дівчатами, в той час як міс Гранді наполягає, щоб він не розповідав про те, що вони разом чули постріл, який, можливо, був причиною смерті Джейсона, оскільки це визнання може розкрити їх стосунки. Кевін, стривожений виявленням тіла Джейсона, відмовляється визнавати почуття Муса до нього. Джагхед випадково виявляє як Арчі та міс Гранді тримаються за руки і таким чином розкриває їх таємницю. Хлопці сперечаються через відмову Арчі піти до шерифа, батька Кевіна. Арчі просить свого батька, Фреда, дати пораду і вирішує більше не приховувати інформацію. Шеріл заводить дружбу з Бетті, але незабаром стає ясно, що вона звинувачує її сестру, Поллі, у смерті Джейсона. На пеп-ралі на його честь, Шеріл тікає після того, як уявила свого брата на полі. Вероніка слідує за нею, щоб заспокоїти і знаходить її в роздягальні, де Шеріл зізнається, що Джейсон повинен був «повернутися». Проти волі своєї матері, Бетті відновлює дружбу з Арчі і Веронікою, в той час як Арчі також мириться з Джагхедом. На наступний день Шеріл заарештовують під час уроку опісля надходження результатів розтину тіла Джейсона, які показали, що він був убитий через тиждень після четвертого липня. |                    |                                                                                                   |                       |                                       |                         |           |                   |
| 3 | 3                  | «Глава три: Дублер» «Chapter Three: Body Double»                                                  | Lee Toland Krieger    | Yolonda E. Lawrence                   | 9 лютого 2017           | T13.20303 | 1.20              |
| Шеріл визнає шерифу Келлеру і своїм батькам, Кліффорду та Пенелопі, що Джейсон хотів втекти із міста, а вона допомогла йому підробити його утоплення. Бетті, засмучена тим, як її мати нападає на сім'ю Блоссум в пресі, перезапускає шкільну газету, «Блакитна та золота», і відправляє Джагхеда взяти інтерв'ю у скаутів, які знайшли Шеріл біля річки відразу після смерті Джейсона. Вероніка розлючена, коли вона дізнається, що її новий бойфренд, Чак Клейтон, з яким у неї було побачення, принизив її перед усією школою слат-шеймінгом, а коли він відмовляється зупинитися, вона, Бетті і Шеріл знаходять докази причетності його і його друзів, включаючи Джейсона, до слат-шеймінгу інших дівчат. Джагхед дізнається від одного із скаутів, що постріл, почутий четвертого липня, був здійснений Ділтоном Дойлі під час навчань. За допомогою наркотиків і тортур Бетті і Вероніка змушують Чака вибачитися, а Джагхед тисне на Ділтона, щоб той зізнався. Батько Арчі будує йому студію для занять музикою. Чака виключають із футбольної команди, а Бетті і Шеріл спалюють докази, погоджуючись допомогти одна одній дізнатися правду про Джейсона і Поллі. Ділтон зізнається, що бачив машину міс Гранді біля річки, і Джагхед розуміє, що секрет Арчі перебуває під загрозою. |                    |                                                                                                   |                       |                                       |                         |           |                   |
| 4 | 4                  | «Глава чотири: Останній кіносеанс» «Chapter Four: The Last Picture Show»                          | Mark Piznarski        | Michael Grassi                        | 16 лютого 2017          | T13.20304 | 1.14              |
| Джагхед засмучений звісткою про те, що автокінотеатр, в якому він працює, закривається. В їдальні Бетті бачить, як Арчі і його батько вечеряють з міс Гранді, і Бетті сперечається із ним про його стосунки із вчителькою. Під виглядом інтерв'ю Бетті запитує міс Гранді про її життя, в той час як Вероніка вимагає відповіді від своєї матері щодо її зустрічі із членом банди; Герміона стверджує, що нічого підозрілого не сталося. Бетті і Вероніка зустрічаються з Арчі і повідомляють йому, що про Джеральдін Гранді не існує ніяких даних; єдине, що вони виявили на це ім'я — жінку, яка померла сім років тому. Вони проникають в її машину і знаходять пістолет із посвідченням особистості на ім'я «Дженніфер Гібсон». Гранді пояснює це тим, що перебувала в складних стосунках і хотіла втекти. На прощальному кіносеансі Вероніка бачить, як її матір зустрічається із тим же членом банди, з яким вона бачила її і раніше. Еліс розкриває стосунки Арчі ф міс Гранді; вона погрожує піддати Гранді судовому процесу, якщо та не покине місто. Шериф Келлер виявляє, що всі докази, які відносяться до справи Джейсона, були вкрадені. Джагхед розмальовує стіну будки кіномеханіка, яка була його тимчасовим домом перед залишенням свого притулку, і виявляє лідера банди, яким виявляється його батько.                                                                                                   |                    |                                                                                                   |                       |                                       |                         |           |                   |
| 5 | 5                  | «Глава п'ять: Серце пітьми» «Chapter Five: Heart of Darkness»                                     | Jesse Warn            | Ross Maxwell                          | 23 лютого 2017          | T13.20305 | 0.98              |
| Батьки Шеріл забороняють їй виступати із промовою на похоронах Джейсона, але вона все одно робить це, одягнувши білу сукню, в якій останній раз бачила свого брата; під час промови вона не витримує і вибігає із зали, спричиняючи неспокій. Арчі і Реджі борються за місце капітана команди. Арчі знайомиться з потенційним наставником із написання пісень, який, в кінцевому рахунку, не погоджується навчати його. Бетті дізнається від Трева, що за кілька тижнів до смерті, Джейсон став більш потайливим і, за чутками, продавав наркотики. Джагхед пропонує пошукати докази в особняку сім'ї Блоссум під час меморіального обіду, де вони стикаються з бабусею Джейсона, яка приймає Бетті за Поллі і розкриває, що вона була заручена із Джейсоном. Під час прибирання їдальні, Герміона знаходить коробку зі змією всередині, що є попередженням від банди Змій. Бетті дізнається, що її сім'я ненавидить родину Блоссум з тих пір, як їх предок вбив пра-прадудіся Купера кілька десятиліть тому. Арчі відмовляється від звання капітана, щоб зосередитися на музиці. Джагхед і Бетті приходять до висновку, що її батько, Хол, несе відповідальність за крадіжку доказів вбивства Джейсона у шерифа. |                    |                                                                                                   |                       |                                       |                         |           |                   |
| 6 | 6                  | «Глава шість: Швидше, кішечки! Вбивайте! Вбивайте!» «Chapter Six: Faster, Pussycats! Kill! Kill!» | Steven A. Adelson     | Tessa Leigh Williams & Nicholas Zwart | 2 березня 2017          | T13.20306 | 1.09              |
| З наближенням щорічного шоу у Вищій школі Рівердейлу, спроби Валері допомогти Арчі підготуватися до його дебютного виступу призводять до серйозних проблем із Джозі. Тим часом, розслідування вбивства Джейсона приводить Джагхеда і Бетті до її сестри Поллі. Як з'ясувалося, Поллі знаходиться у будинку для проблемного юнацтва і не знає про смерть Джейсона, перебуваючи на сьомому місяці вагітності. Вероніка вирішує помиритися з матір'ю, але дізнається, що та використовує її в своїх цілях. У перший день роботи Герміони в компанії батька Арчі, Фреда, двоє зближуються. На Джозі тисне її сім'я після того, як її батько відвідав її живе виконання на щорічному шкільному шоу. Бетті набирається сил і говорить із Холом та Еліс про смерть Джейсона, що стає безрезультатною розмовою, хоча після цього вона зближується з Джагхедом, цілуючи його. Після цього вони виявляють у лісі машину, де виявляють наркотики і речі Джейсона. Проте справи йдуть шкереберть, коли невідомий злочинець підпалює машину і знищує будь-які докази до приїзду поліції. Приблизно в цей час Поллі тікає з дому проблемного юнацтва. |                    |                                                                                                   |                       |                                       |                         |           |                   |
| 7 | 7                  | «Глава сім: У відлюдному місці» «Chapter Seven: In a Lonely Place»                                | Allison Anders        | Aaron Allen                           | 9 березня 2017          | T13.20307 | 1.03              |
| Шеріл інформує шерифа Келлера, що Поллі втекла і місто організовує групу розшуку, які закінчуються безрезультатно. Хоча напруження між сім'єю Блоссом та Купер продовжують наростати, Бетті знаходить свою сестру в їх будинку, в якому переховувалась на горищі. Шеріл пропонує Бетті допомогти у догляді за Поллі. Після того як Фред пропонує Еф. Пі. роботу, Еф. Пі. розкриває те, що вони разом створили «Будівничі роботи Ендрюса», але Фред викинув його із компанії, опісля того як заплатив за нього закладу, аби Еп. Фі. випустили із в'язниці. Фред пояснює свій вчинок тим, що Еф. Пі. крав гроші із компанії та вживав алкоголь і наркотики, і що Фред не мав жодного іншого вибору. Джагхед стає підозрюваним у справ вбивства Джейсона і його беруть під варту, але Фред надає шерифу Келлеру алібі. Шеріл підозрює, що її батьки задумали зробити з Поллі щось недобре. Еф. Пі. приховує у своєму трейлері куртку Джейсона. |                    |                                                                                                   |                       |                                       |                         |           |                   |
| 8 | 8                  | «Глава вісім: Аутсайдери» «Chapter Eight: The Outsiders»                                          | David Katzenberg      | Julia Cohen                           | 30 березня 2017         | T13.20308 | 0.99              |
| Поллі розповідає шерифу Келлеру, що Джейсон мав доставити наркотики "якійсь банді байкерів", що вказує на Змій Саутсайду, аби в замін на це отримати гроші, на які вони обидва могли б втекти. Вероніка пропонує провести для Поллі вечірку, аби відсвяткувати її дитину. Працівники Фреда покидають його компанію, аби працювати на Кліффорда. Арчі намагається допомогти батькові та приводить на будівельні роботи своїх друзів, але на Муса нападають, після того як він побачив невідомих, які руйнували будівельну техніку; таким чином Фреду послали повідомлення і наказали припинити його роботи. Після того як Арчі розпочинає розмову із Еф. Пі. Джонсом у барі Змій, хлопець виявляє, що батько Джагхеда — член банди Змій. На вечірці по святкуванню дитини Поллі та Джейсона Пенелопі та Елісон сперечаються за рішення того, з ким має жити Поллі. Еліс дізнається, що Хол наказував Поллі зробити аборт, і тепер, коли він забороняє їй повернутися додому, Еліс вишпурнула його із будинку Куперів. Еф. Пі. наймає своїх Змій на заміну працівників Фреда на будівельних роботах і повідомляє Герміоні, що її чоловік, Гірам, стоїть за нападом на будівельну площадку Фреда. Поллі вирішує жити із Блоссомами. |                    |                                                                                                   |                       |                                       |                         |           |                   |
| 9 | 9                  | «Глава дев'ять: Грандіозна ілюзія» «Chapter Nine: La Grande Illusion»                             | Lee Rose              | James DeWille                         | 6 квітня 2017           | T13.20309 | 0.91              |
| У сім'ї Блоссомів очікується щорічна церемонія націджування кленових дерев, тому Шеріл запрошує Арчі бути її супроводом. Коли він відмовляється, Пенелопі пропонує йому доступ до ексклюзивної музичної школи в замін на те, що він буде парою для Шеріл. Вероніка зближується із Етель, але Герміона повідомляє їй, що батько Етель був одним із інвесторів Гірама, і що через фінансові проблеми батько Етель намагався покінчити життя самогубством. Еліс готується опублікувати повне журналістське розслідування сім'ї Блоссом, але Хол звільняє її з газети як відплату за те, що Еліс викинула його з будинку. Бетті отримує дзвінок від Арчі і дізнається, що Поллі переїхала жити до Блоссомів, аби дізнатися правду про смерть Джейсона. Разом із Джагхедом Бетті вирішує написати журналістське розслідування у шкільній газеті «Блакитна та золота» та запрошує Еліс приєднатися до них. Розуміючи, що Блоссоми використовують його, Арчі намагається поновити стосунки із Валері, але вона остаточно пориває із ним. |                    |                                                                                                   |                       |                                       |                         |           |                   |
| 10 | 10                 | «Глава десять: Змарновані вихідні» «Chapter Ten: The Lost Weekend»                                | Dawn Wilkinson        | Britta Lundin & Brian E. Paterson     | 13 квітня 2017          | T13.20310 | 0.87              |
| Фред їде в Чикаго, аби завершити процес розлучення, полишаючи Арчі одного в будинку. Бетті дізнається, що наближається день народження Джагхеда і те, що він ніколи не мав справної вечірки на свою честь. Разом із Веронікою Бетті переконує Арчі влаштувати вечірку в його будинку. Гірам погрожує Герміоні відплатою, якщо та не переконає Вероніку засвідчити на його користь при судовому слуханні. Команда чирлідингу Ріверських лисичок обирає своєї капітаном Вероніку замість Шеріл, яка відплачує їй тим, що разом із Чаком і його друзями зруйнує вечірку на честь дня народження Джагхеда. Після переконань Бетті, Еф. Пі. з'являтися на вечірку сина. Джагхед свариться із Бетті і намагається покинути вечірку, про яку нічого не знав, але Шеріл примушує його зостатися і зіграти в "гру", в якій всі учасники мають розкрити свої секрети. Джагхед і Чак влаштовують бійку, яку зупиняє Еф. Пі. і опісля припиняє вечірку. Еф. Пі. переконує сина поладнати із Бетті, а також має розмову із Еліс, яка натякає на те, що Еліс була членом банди Змій. Після закінчення вечірки Арчі та Вероніка заспокоюють один одного і в результаті цілуються. Вероніка погоджується засвідчити на користь Гірама. На диво для Арчі, Фред повертається додому разом із його матір'ю, Мері. |                    |                                                                                                   |                       |                                       |                         |           |                   |
| 11 | 11                 | «Глава одинадцять: До Рівердейлу і назад» «Chapter Eleven: To Riverdale and Back Again»           | Kevin Rodney Sullivan | Roberto Aguirre-Sacasa                | 27 квітня 2017          | T13.20311 | 0.89              |
| В той час як Арчі відновлює стосунки із матір'ю, Вероніка дізнається, що Гірам може скоро вийти із в'язниці. Еф. Пі. намагається розвідати причину написання книги Джагхеда, що призводить до того, що Джагхед коливається у розумінні мети свого проекту. Аби дізнатися правду про Гірама, Вероніка вирішує провести власне розслідування по Еф. Пі як можливого підозрюваного у вбивстві Джейсона. Блоссоми, запідозрюючи Поллі, забороняють їй входити до головної спальні будинку. Фред та Мері погоджуються вдвох відвідати вечірку по поверненню додому. Поллі та Шеріл знаходять колишню обручку для заручин у наборах прикрас Пенелопі, яка, за її твердженням, опинилася там після того, як Джейсон викинув її опісля сварки із Кліффордом. Під час вечері Еліс намагається вивідати інформацію у Еф. Пі., але той зриває її плани. Після вечері він повідомляє Джагхеду, що вони скоро поїдуть до Толедо, аби возз'єднатися із рештою сім'ї Джонсів. В момент виконання Арчі та Вероніки пісні «Kids in America» на вечірці по поверненню додому, поліція проводить пошук у трейлері Еф. Пі., де знаходить пістолет і через що арештовує Еф. Пі.. Джагхед зникає, а Арчі та Вероніка розуміють, що хтось намагається підставити Еф. Пі. і зробити його винним у смерті Джейсона. |                    |                                                                                                   |                       |                                       |                         |           |                   |
| 12 | 12                 | «Глава дванадцять: Анатомія вбивства» «Chapter Twelve: Anatomy of a Murder»                       | Rob Seidenglanz       | Michael Grassi                        | 4 травня 2017           | T13.20312 | 0.98              |
| Джагхед дзвонить своїх матері, але вона відмовляє йому, коли він проситься переїхати жити до неї. Еф. Пі. зізнається у всіх звинуваченнях, включаючи у вбивстві Джейсона. Бетті та Еліс ловлять Хола на гарячому, коли той намагається знищити докази із офісу шерифа, і дізнаються родинну таємницю: Купери за кров'ю належаться до Блоссомів, через що стосунки між Джейсоном та Поллі є інцестом. Купери забирають Поллі назад до себе. Мері, стаючи адвокатом Еф. Пі., радить Джагхеду навідати батька, який наказав йому ніколи не приходити до нього у в'язницю. За допомогою Хуакіна, група дізнається про одного із співучасників Еф. Пі., але коли знаходять його, то виявляють його мертвим, ймовірно внаслідок передозування наркотиками. Приїжджає поліція і виявляє сумку із грошима, яка має ініціали Герміони. Коли Хола та Герміону очищують від підозр, Джагхед та Бетті розслідують інформацію, яку надав їм Кевін, і знаходять куртку Джейсона. Всередині одної із кишень вони виявляють флешку, на якій знаходиться відеозапис того, як Кліффорд вбиває Джейсона; цю флешку вони передають Шеріл. Тим не менш, Джагхед дізнається, що проти Еф. Пі. не були зняті решта звинувачень. Вероніка дізнається, що Гірама випустили із в'язниці і що він їде до Рівердейлу, а Мері Ендрюс повертається до Чикаго. Коли поліція прибуває для арешту Кліффорда, то знаходять його повішеним у сиропній гуральні. |                    |                                                                                                   |                       |                                       |                         |           |                   |
| 13 | 13                 | «Глава тринадцять: Солодке прийдешнє» «Chapter Thirteen: The Sweet Hereafter»                     | Lee Toland Krieger    | Roberto Aguirre-Sacasa                | 11 травня 2017          | T13.20313 | 0.96              |
| Стає відомо, що Кліффорд знаходився в бізнесі наркотиків, про що дізнався Джейсон. Кліффорд вбив Джейсона, аби зупинити його у викритті сімейного бізнесу публіці. З Еф. Пі. знімають звинувачення у вбивстві, але він все ще залишається під вартою. Еліс розповідає Бетті, що була вагітна, коли навчалася у старших класах, і Хол змусив її переїхати до сестринського будинку і віддати новонароджену дитину, хлопчика, на всиновлення. Джагхеда помістили до прийомної сім'ї і перевели до Вищої школи Саутсайду. Спустошена секретами та самогубством батька, Шеріл намагається втопити себе у річці, але Арчі разом із Веронікою, Бетті та Джагхедом рятують її. Пізніше Шеріл спалює до тла особнях Блоссомів, в якому знаходилася Пенелопі і яка опісля потрапляє з опіками до лікарні. Наступного дня Арчі зустрічається із Фредом у їдальні Попса, в якій невідомий чоловік у масці погрожує Попсу та вимагає гроші із каси. Опісля невідомий змушує Фреда під прицілом пістолету віддати йому свій гаманець. Коли Арчі намагається завадити, невідомий стріляє у Фреда. |                    |                                                                                                   |                       |                                       |                         |           |                   |